# Melanoides tuberculata

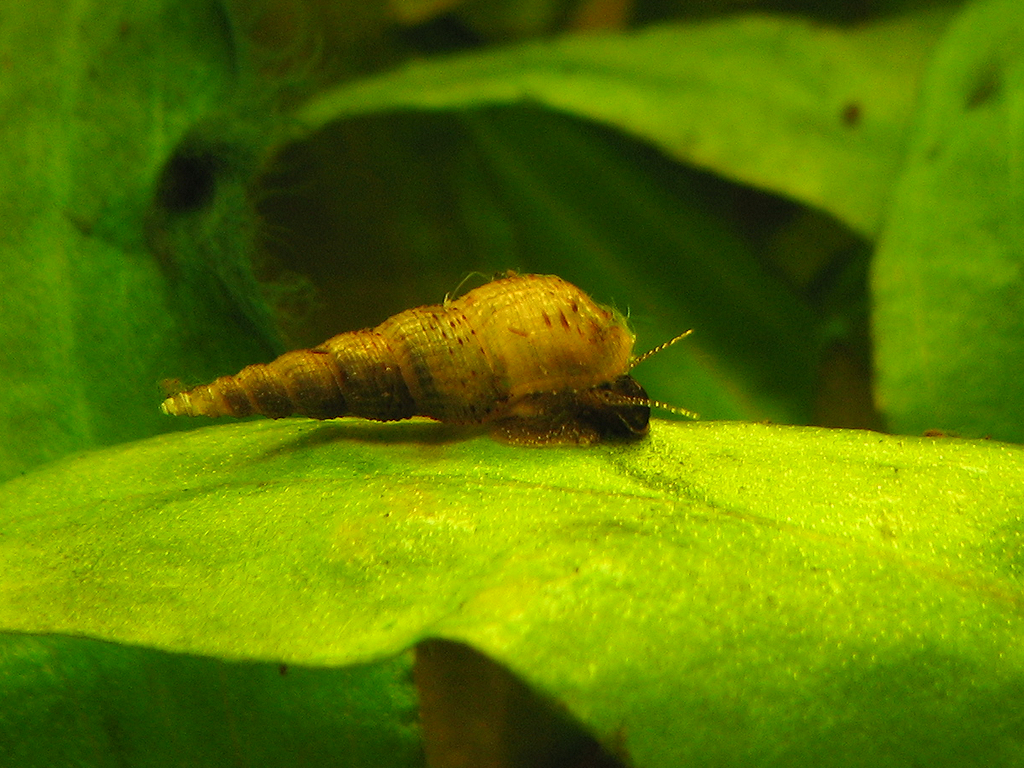
Melanoides tuberculata

Melanoides tuberculata – inwazyjny gatunek małego, słodkowodnego, szeroko rozprzestrzenionego ślimaka płucodysznego z podrzędu przodoskrzelnych, w języku polskim znanego pod potoczną nazwą świderek. Bywa hodowany w akwariach. Może być wektorem wielu chorób, w tym również groźnych dla człowieka.

## Taksonomia
Gatunek został opisany w Indiach pod nazwą Nerita tuberculata. Po przeniesieniu do rodzaju Melanoides pojawił się problem nomenklatoryczny, ponieważ zgodnie z zasadami kodeksu nomenklatury zoologicznej, nazwy rodzajowe z końcówką -oides są rodzaju męskiego (jeśli autor nazwy nie ustalił inaczej, a autor nazwy Melanoides – Olivier, 1804 – tego nie zrobił), a dotychczasowy epitet gatunkowy tuberculata jest rodzaju żeńskiego. W literaturze pojawiły się dwie wersje nowej nazwy: Melanoides tuberculatus i Melanoides tuberculata. Pod koniec XX wieku taksonomowie uznali na podstawie analizy oryginalnego opisu Oliviera, że Melanoides jest rodzaju żeńskiego, ponieważ autor przyjął formę żeńską dla M. fasciolata – gatunku typowego nowego rodzaju. Tym samym poprawną nazwą gatunku jest Melanoides tuberculata.

## Występowanie
Występuje pospolicie w strefie słodkich wód zwrotnikowych Afryki (Algeria, Maroko, Liban, Egipt, Sudan, Etiopia, Kenia, Kongo, Burundi, Arabia Saudyjska), w Azji Południowej (Bangladesz, Indie, Sri Lanka) i Azji Południowo-Wschodniej (Chiny, Laos, Malezja, Tajlandia) i w Japonii).
Został zawleczony do Ameryki (na Hawaje) oraz do Polinezji (Polinezja Francuska, Tahiti, Fidżi, Tonga, Samoa, Wyspy Cooka).
Gatunek inwazyjny powodujący zanikanie innych gatunków w danym środowisku a nawet jego wymieranie np. Biomphalaria glabrata i B. straminea.
W Polsce został odnotowany w Kanale Zrzutowym Elektrowni Pątnów.

## Morfologia
Wysokość muszli wynosi 30–45 mm, spotykane są też większe – do 50 mm. Na terenie Stanów Zjednoczonych spotykano osobniki mierzące do 80 mm. Muszla podłużna spiralnie i prawoskrętnie skręcona, barwy od czarnej do jasnobrązowego, z ciemnymi czerwono-rdzawymi plamami.

## Tryb życia
Przebywa w płytkich i wolno płynących wodach o piaszczystym lub lekko żwirowym podłożu. Aktywny głównie w nocy, przekopując dno odżywia się detrytusem. Parametry wody: odczyn pH 7–8, twardość 8–12°n, temperatura 20–28 °C, w części tropikalnej nawet do 35 °C. Krytyczną temperaturą, poniżej której giną jest 18 °C. 

## Choroby
Melanoides tuberculatus jest pośrednim nosicielem przywr wywołujących choroby groźne również dla człowieka: Clonorchis sinensis wywołującej klonorchozę, Paragonimus westermani wywołującą paragonimozę, oraz Metagonimus trematode i Diorchitrema formosanum.

## Hodowla w akwarium
W dzień zakopuje się w piasku lub żwirku na dnie zbiornika. W podłożu poszukuje odpadów roślinnych, zwierzęcych i resztek pokarmowych wzruszając go i napowietrzając. Drążenie to wpływa korzystnie na korzenie roślin. 
W akwarium dożywają 4–5 lat.
W akwarium tarliskowym (hodowlanym) ślimaków tych nie powinno się trzymać. Powodują one szkody wśród złożonej ikry, jak również wśród świeżo wylęgłego lecz jeszcze nie pływającego narybku.

## Rozmnażanie
Gatunek żyworodny, rozmnażanie może odbywać się płciowo jak i partenogenetycznie. Dojrzałość rozrodczą osiągają osobniki o długości ok. 3 cm i wieku 1 roku. Najchętniej rozmnaża się na miękkim, piaszczystym podłożu, gdzie młode ukrywają się przez 3–4 miesiące. Plenny, przy nadmiernym rozmnożeniu się może być uciążliwym mieszkańcem. Młode w chwili narodzin mają 1–2 mm długości. Dorosły świderek może urodzić do 70 młodych.